# Zafra de Záncara (kommunhuvudort)
Zafra de Záncara är en kommunhuvudort i Spanien.   Den ligger i provinsen Provincia de Cuenca och regionen Kastilien-La Mancha, i den centrala delen av landet, 110 km sydost om huvudstaden Madrid. Zafra de Záncara ligger 922 meter över havet och antalet invånare är 169.
Terrängen runt Zafra de Záncara är huvudsakligen platt, men åt nordost är den kuperad. Runt Zafra de Záncara är det mycket glesbefolkat, med 6 invånare per kvadratkilometer. Närmaste större samhälle är Palomares del Campo, 6,9 km nordväst om Zafra de Záncara. Trakten runt Zafra de Záncara består till största delen av jordbruksmark.